# 18. etape af Tour de France 2013
Sekstende etape af Tour de France 2013 er en 168 km lang bjergetape. Den bliver kørt torsdag den 18. juli fra Gap i Hautes-Alpes til L'Alpe d'Huez i Isère. 
Rytterne skal op af det berømte bjerg Alpe d'Huez to gange i løbet af etapen.
Gap har været start- eller målby for en etape i Tour de France 22 gange før, imens det bliver L'Alpe d'Huez 27 gang som vært for løbet.